# Mundurukúové
Mundurukúové jsou příslušníci domorodého etnika v Brazílii. Žijí v povodí řeky Tapajós ve státech Amazonas, Pará a Mato Grosso. Jejich počet se odhaduje na více než 13 000. Munduručtina patří mezi tupíjské jazyky. 
Sami se nazývají Wuy Jugu. Exonymum Mundurukú v jazyce Parintintinů znamená „červení mravenci“ a naráží na to, že Mundurukúové útočili na své sousedy ve velkých tlupách. Bývají také nazýváni Caras Pretas (tmavé tváře) podle charakteristického tetování pokrývajícího velkou část obličeje. 
Byli obávanými válečníky a lovci lebek, obývali kmenové území Mundurucânia a Carl Friedrich Philipp von Martius odhadl ve svém cestopisu počátkem 19. století jejich populaci na dvacet až čtyřicet tisíc. S Portugalci navázali spojenectví a udržovali s nimi čilé obchodní styky, vztahy se však zhoršily v období nestability po povstání Cabanagem a přílivu sběračů kaučuku do Amazonie. V roce 1872 byla zřízena první františkánská misie a indiáni začali přecházet na usedlý způsob života. Ve dvacátém století začala původní komunity ohrožovat také ilegální těžba zlata. V roce 2004 bylo vytvořeno v okrese Jacareacanga teritorium s domorodou správou.
Mundurucká společnost je rozdělena na 38 klanů. Muži a ženy žijí v oddělených chýších. Ústřední postavou jejich náboženství je stvořitel Karosakaybo, významnou roli ve společenství hrají šamani. Při lovu a rybaření Mundurukúové používají jed ze serjanie. Prosluli výrobou pestrých čelenek z papouščího peří, jsou také zručnými košikáři a hrnčíři. Věnují se pěstování batátů, jamů a cukrové třtiny. Nebezpečí pro ně představuje plánovaná stavba přehrad na řece Tapajós, které by zaplavily posvátná místa, protesty domorodců proti tomuto projektu přerostly v konflikty s pořádkovými složkami.
Francouzský jazykovědec Pierre Pica se věnoval svéráznému matematickému myšlení Munduruků, kteří umějí napočítat jen do pěti, ale zvládají používání logaritmické stupnice.
Známými osobnostmi z tohoto etnika jsou spisovatel Daniel Munduruku a občanská aktivistka Alessandra Korap, držitelka Goldmanovy ceny z roku 2023.